# Romanowo (Region Altai, Romanowski)
Romanowo (russisch Рома́ново) ist ein Dorf (selo) in der Region Altai (Russland) mit 5624 Einwohnern (Stand 14. Oktober 2010).

## Geographie
Der Ort liegt etwa 190 km Luftlinie westsüdwestlich des Regionsverwaltungszentrums Barnaul im östlichen Teil der Kulundasteppe.
Romanowo ist Verwaltungssitz des Rajons Romanowski sowie Sitz und einzige Ortschaft der Landgemeinde Romanowski selsowet.

## Geschichte
Das Dorf entstand aus zwei Siedlungen, Tschudskije Prudy und Abramowa (auch Abramowskaja) Dubrawa, die 1886 von Umsiedlern aus dem südlichen Zentralrussland gegründet wurden. 1899 wurden die Siedlungen unter dem Namen Romanowo zu Ehren der russischen Zarendynastie Romanow zusammengeschlossen. Seit 1944 ist Romanowo Zentrum eines Rajons.

### Bevölkerungsentwicklung
| Jahr | Einwohner |
| ---- | --------- |
| 1959 | 4682      |
| 1970 | 4202      |
| 1979 | 4913      |
| 1989 | 6174      |
| 2002 | 6104      |
| 2010 | 5624      |

Anmerkung: Volkszählungsdaten

## Verkehr
Romanowo liegt an der Regionalstraße R371 Aleisk – Rodino – Kulunda – kasachische Grenze. In nordwestlicher Richtung zweigt eine Straße in das benachbarte, 30 km entfernte Rajonzentrum Sawjalowo ab.